# Lupridge
Lupridge – przysiółek w Anglii, w Devon, w dystrykcie South Hams, w parish council North Huish. Lupridge jest wspomniana w Domesday Book (1086) jako Loperige/Olperiga/Luperige/Luperiga/Kluperiga